# Dionisio Memmo
Dionisio Memmo (Venezia, ... – XVI secolo) è stato un compositore e organista italiano.

## Biografia
Membro della nobile famiglia veneziana dei Memo o Memmo, era frate presso l'Ordine della Santa Croce. Era stato allievo di Zuan Maria di Marino organista della Cappella Marciana e di Paul Hofhaimer, all'epoca considerato il più grande organista tedesco.
Divenne cantore nella Basilica di San Marco, sotto la direzione di Pietro De Fossis. Il 22 settembre 1507 fu nominato organista, al posto del suo maestro Marino, deceduto. Il 12 gennaio 1511 viene segnalato presso la corte di Federico Gonzaga a Mantova.
Nel settembre 1516 si recò in Inghilterra, lasciando il posto di San Marco, sotto la protezione dell'ambasciatore della Repubblica di Venezia Sebastiano Giustinian il quale lo introduce al cardinale Thomas Wolsey, lord cancelliere del Regno, e presso la corte di Enrico VIII, anch'egli musicista, e della regina Caterina d'Aragona. Successivamente, ottenuta la necessaria dispensa dall'Ordine e nominato prete di San Pietro, venne nominato cappellano del re e capo dei musicisti di corte.
A seguito della costituzione della Lega di Cambrai è costretto ad abbandonare l'Inghilterra per il Portogallo, tuttavia, a causa di un naufragio durante il viaggio, dovette fermarsi in Spagna dove fu, per un anno, organista della Cattedrale di Santiago di Compostela.